# 승암리비행장
승암리비행장은 조선민주주의인민공화국 함경북도 경성군 승암로동자구에 있는 공항이다.

## 시설
동해(현지 호칭은 조선동해)따라 있는 비행장에는, 2950x190피트(899x58m)의 단일 아스팔트 활주로가 있다. 